# Рирдон, Кэти
Кэтрин «Кэти» Рирдон (англ. Catherine Reardon, род. 10 июня 1968, Балларат) — австралийская профессиональная велогонщица. Чемпионка Океании в групповой гонке (1995).

## Карьера
Кэтрин Рирдон была профессиональной велогонщицей, специализировавшейся на шоссейных гонках. Её активная спортивная карьера пришлась на 1993–1994 годы. За это время она приняла участие в ряде международных и национальных соревнований.
Наиболее значимым достижением Рирдон стала золотая медаль в командной гонке с раздельным стартом на 50 км на Играх Содружества 1994 года, проходивших в канадской Виктории. Она выступала в составе австралийской команды вместе с Кэти Уотт, Джиллиан Нолан и Рейчел Виктор. Эта победа стала частью доминирующего выступления австралийских велогонщиков, которые выиграли почти все дисциплины на этих Играх.
В 1993 году она финишировала 6-й на групповой гонке чемпионата мира по шоссейному велоспорту. В 1994 году Рирдон участвовала в нескольких престижных гонках, включая: Джиро Донне, где она заняла 2-е место на 4-м этапе и 3-е на 7-м этапе. Рирдон принимала участие в AMEV Ladies Trophy и национальных чемпионатах Австралии по шоссейному велоспорту.

## Достижения
1993
Rund um den Donnersberg — Bolanden
Omloop van `t Molenheike
3-я в генеральной классификации
3-й этап
Тура Тюрингии
6-я в генеральной классификации
4-й этап
3-я на Чемпионате Австралии — групповая гонка
3-я на Чемпионате Австралии — индивидуальная гонка
6-я на Чемпионате мира — групповая гонка
1994
Игры Содружества — командная гонка
Rothmans Classic
2-я в генеральной классификации
1-й этап
2-я на Vysocina Ronde
2-я на Чемпионате Австралии — групповая гонка
3-я на Чемпионате Австралии — индивидуальная гонка
5-я на Играх Содружества — групповая гонка
5-я на Джиро Донне
9-я на Giro del Piave Femminile
1995
 Чемпионат Океании — групповая гонка
 Чемпионат Океании — индивидуальная гонка
Хроно Giant AIS Cycle Classic
1-й и 2-й этапы White Pages Tour
2-я на Canberra Milk Race
8-я на Чемпионате Австралии — групповая гонка
1996
5-я на Чемпионате Австралии — групповая гонка
5-я на Чемпионате Австралии — индивидуальная гонка
9-я на Street-Skills Women’s Cycle Classic

### Статистика выступления наГранд-турах
| Гонка / Год          | 1994 |
| -------------------- | ---- |
| Джиро д’Италия Донне | 5    |